# صالح خبري
ولد صالح خبري في 29 نوفمبر 1954 إلى أولاد موسى . هو وزير الطاقة الجزائري بحكومة سلال الرابعة 14 مايو 2015  إلى 11 يونيو 2016 .

## سيرة
قضى صالح خبري 36 عامًا في صناعة النفط والغاز، في مجالات التعليم العالي، وإدارة دراسات مشاريع النفط والغاز الرئيسية في سوناطراك . كما شغل منصب الرئيس والمدير التنفيذي للمعهد الجزائري للبترول (IAP) ومجلس إدارة سونطراك.
شغل على التوالي مناصب:
- مستشار الاقتصاد والإدارة للرئيس والمدير التنفيذي لشركة Sonatrach من 1 يناير 2012 إلى 30 نوفمبر 2014 ،
- الرئيس التنفيذي للمعهد الجزائري للبترول شركة مساهمة. IAP Spa ، لمدة خمس سنوات (من 1 فبراير 2007 إلى 31 ديسمبر 2011) ،
- مدير عام المعهد الجزائري للبترول، جامعة كوبورات (IAP-CU) لمدة ثلاث سنوات (من 13 يناير 2004 إلى 31 يناير 2007) ،
- مدير الدراسات الاقتصادية في الإدارة العليا لسوناتراك لمدة ست سنوات (من 1 يناير 1998 إلى 13 يناير 2004) ،
- رئيس وحدة البحث التشغيلي في قسم الدراسات والتخطيط والاستبصار في سوناطراك لمدة ثلاث سنوات (من أبريل 1995 إلى 31 ديسمبر 1997).

قبل انضمامه إلى سونطراك، عمل لمدة 16 عامًا كأستاذ وباحث في المعهد الوطني للهيدروكربونات والكيمياء ببومرداس ، والمعهد الفرنسي للبترول في IFP School في Rueil-Malmaison (فرنسا ) وجامعة بورغوندي (فرنسا). قام بتدريس البحوث التطبيقية التشغيلية والاقتصاد القياسي والاقتصاد النفطي.

## الشهادات
- دكتوراه (دكتوراه) في الاقتصاد، مُنحت في أبريل 1993 من قبل معهد البترول الفرنسي ومدرسة IFP وجامعة بورغوندي (فرنسا) ، الموضوع: نمذجة وتحسين قدرات وهياكل التكرير الأوروبية في الأعوام 1995 و 2000 و 2010. تكنيب للنشر، باريس 1993 ، 156 صفحة.
- من أستاذ من جامعة بورغوندي (فرنسا) حول طرق ووسائل تخفيض تكاليف حفر آبار النفط والغاز في الجزائر،
- من 02 دبلوم الدراسات المتقدمة (DEA): أول إصدار صادر عن المعهد الوطني للهيدروكربونات والكيمياء، INH بومرداس، في يونيو 1981 والثاني في اقتصاديات الطاقة، الطرق الكمية للخيار، الصادر في سبتمبر 1989 بالاشتراك مع المعهد الفرنسي للدراسات العليا، ومدرسة IFP ، وجامعة باريس 2 وجامعة بورغوندي (فرنسا) ،
- دبلوم مهندس دولة في اقتصاديات البترول (تخصص الترويج) الصادر في يونيو 1979 من المعهد الوطني للهيدروكربونات والكيمياء، INH بومرداس.

### التكوين
- 1974 - 1979  : مهندس في اقتصاديات البترول، المعهد الوطني للهيدروكربونات (INH)
- 1979 - 1981  : الدراسات العليا في الاقتصاد النفطي، المعهد الوطني للهيدروكربونات (INH)
- 1987  : ماجستير في الاقتصاد، جامعة بورغوندي (فرنسا)
- 1988 - 1989  : DEA في الطريقة الكمية في اقتصاد البترول، المعهد الفرنسي للبترول (IFP)
- 1989 - 1993  : دكتوراه في الاقتصاد، المعهد الفرنسي للبترول (IFP)
- 2011 - 2013  : التدريب اللغوي: اللغة الإنجليزية على مواضيع متخصصة في مجال الأعمال، بيرلتز الجزائر

### المهن والوظائف
- 1979 - 1988  : أستاذ وباحث في اقتصاديات البترول التطبيقية في المعهد الوطني للهيدروكربونات (INH)
- 1988 - 1992  : باحث في المعهد الفرنسي للبترول (IFP)
- 1993 - 1995  : أستاذ وعميد اقتصاد النفط بالمعهد الوطني للهيدروكربونات (INH)
- 1995 - 1998  : رئيس العمليات في قسم الدراسات الاقتصادية في سوناتراك
- 1998 - 2004  مدير الدراسات الاقتصادية في سوناتراك
- 2004 - 2007  مدير عام المعهد الجزائري للبترول، جامعة الشركات (IAP-CU)
- 2007 - 2011  المدير التنفيذي للمعهد الجزائري للبترول (IAP)
- 2012 - 2014  : مستشار في الاقتصاد والإدارة مع الرئيس التنفيذي لشركة Sonatrach
- 2014 - 2015  : مستشار اقتصاديات البترول
- 2015  : وزير الطاقة